# Vittorio Lupi
Vittorio Lupi (ur. 4 kwietnia 1941 w Ceriana) – włoski duchowny katolicki, biskup Savona-Noli w latach 2008-2016.

## Życiorys

### Prezbiterat
Święcenia kapłańskie otrzymał 30 maja 1964 i został inkardynowany do diecezji Ventimiglia. Po kilkuletnim stażu wikariuszowskim został wicerektorem diecezjalnego seminarium. W latach 1970–1990 ponownie pracował w duszpasterstwie parafialnym. W 1990 mianowany prowikariuszem, zaś rok później wikariuszem generalnym diecezji.

### Episkopat
30 listopada 2007 papież Benedykt XVI mianował go biskupem ordynariuszem diecezji Savona-Noli. Sakry biskupiej 27 stycznia 2008 udzielił mu kard. Angelo Bagnasco.
20 października 2016 przeszedł na emeryturę.